# کوسکوس بانگای
کوسکوس بانگای (نام علمی: Strigocuscus pelengensis) نام یک گونه از سرده کوسکوس‌های زمین‌رو است.